# Henry Shoemaker Conard
Prof. Dr. Henry Shoemaker Conard fue una autoridad eminente briólogo y de lirios acuáticos, así como un temprano abogado de la preservación ambiental. De 1906 a 1955, el profesor Conard trabajó en el Grinnell College en Grinnell, Iowa.
Henry S. Conard nació el 12 de septiembre de 1874 en Filadelfia, Pennsylvania, de Thomas Pennington Conard y de Rebecca Savery Baldwin. Concurrió a la Escuela Friends' Select de Filadelfia desde 1881 a 1888. Ingresó en la "Escuela Westtown Friends' Boarding" de Westtown, Pensilvania en 1889, y graduándose como valedictoriano en 1892. Luego ingresa al Haverford College, y obtiene su B.S. en 1895 y la M.A. en 1896. Mientras en Haverford, fue Phi Beta Kappa.
Luego de un corto tiempo enseñando Ciencias en Westtown, luego entra a la Universidad de Pensilvania como Becario Harrison de Biología en 1899, completando su Ph.D. en 1901, y es Sigma Xi. Posteriormente de recibido su doctorado, el Dr. Conard enseñó botánica en la Universidad desde 1901 a 1905. Y desde ese año hasta 1906, fue "Becario Johnston" en la Johns Hopkins University.
En 1906, el Dr. Conard deja Johns Hopkins para tomar un profesorado en botánica en Grinnell College. Durante su permanencia en Grinnell, el profesor Conrad sirvió como presidente del departamento de botánica y, a partir de 1935, como Presidente de la Facultad. Recibió el estatus de profesor emérito en 1944. Después de su jubilación, el profesor Conrad siguió siendo académicamente activo, en particular curando las colecciones de briófitas de la Universidad de Iowa y haciendo correr la "Clínica de Musgos en Iowa Lakeside Laboratory.
El Dr. Conard y su esposa se mudaron en 1955 a la Florida, donde residieron hasta su deceso el 7 de octubre de 1971 en Haines City, Florida.

## Algunmas publicaciones
- The Waterlilies: A Monograph of the Genus Nymphaea (1905), Washington: Carnegie Institution of Washington
- The Structure and Life-history of Hay-scented Fern (1908), Washington: Carnegie Institution of Washington
- How to Know the Mosses and Liverworts (1979), Dubuque, Iowa: W.C. Brown

## Honores
En 1969, el Colegio adquiere una parcela de 148 ha de tierras agrícolas, estableciendo el Conard Environmental Research Area, honrando and continuando su legado ecológico.
- La abreviatura «Conard» se emplea para indicar a Henry Shoemaker Conard como autoridad en la descripción y clasificación científica de los vegetales.[5]